# Saturnia citrina
Saturnia citrina är en fjärilsart som beskrevs av Gschwandner. 1923. Saturnia citrina ingår i släktet Saturnia och familjen påfågelsspinnare. Inga underarter finns listade.